# ソ連操縦士＝宇宙飛行士

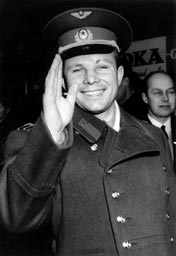
最初の受賞者であるユーリイ・ガガーリン (1964年撮影)

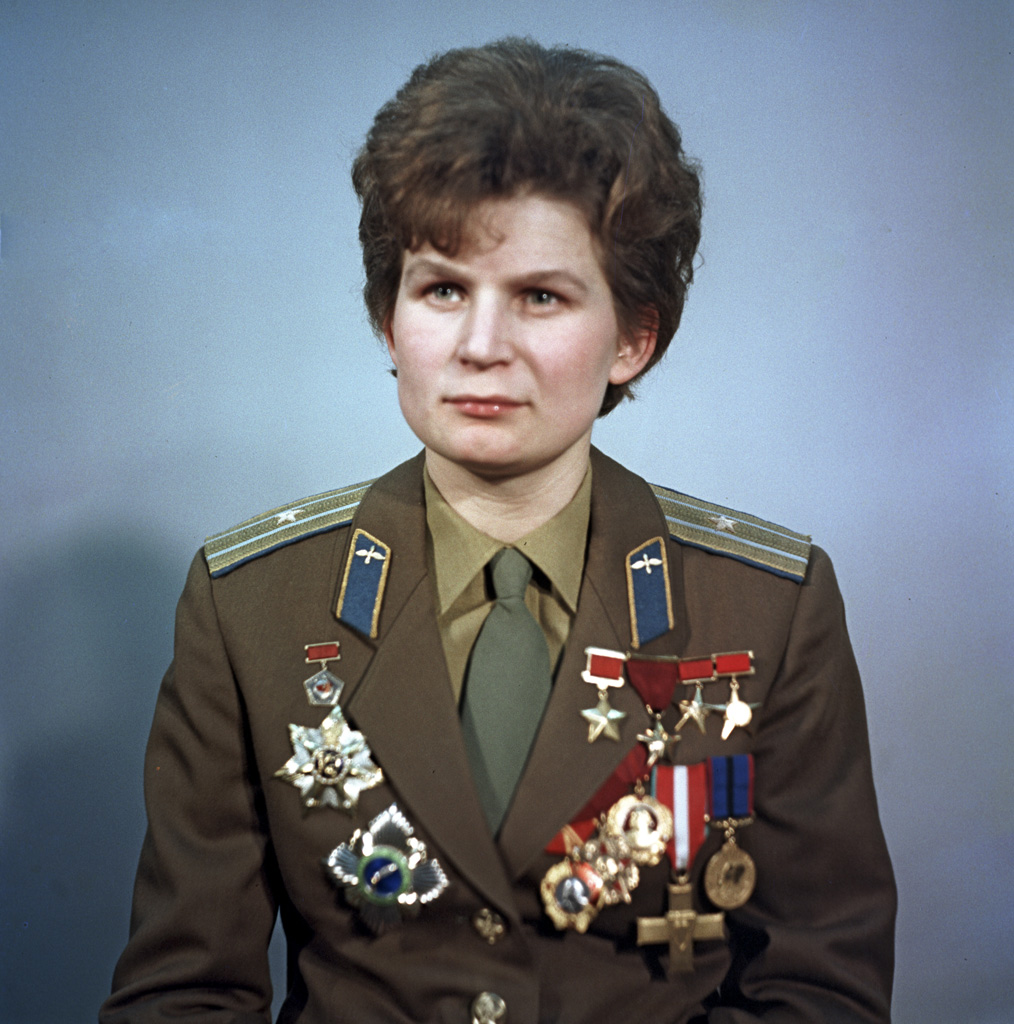
女性としては初の受賞者であるワレンチナ・テレシコワ (1969年撮影)

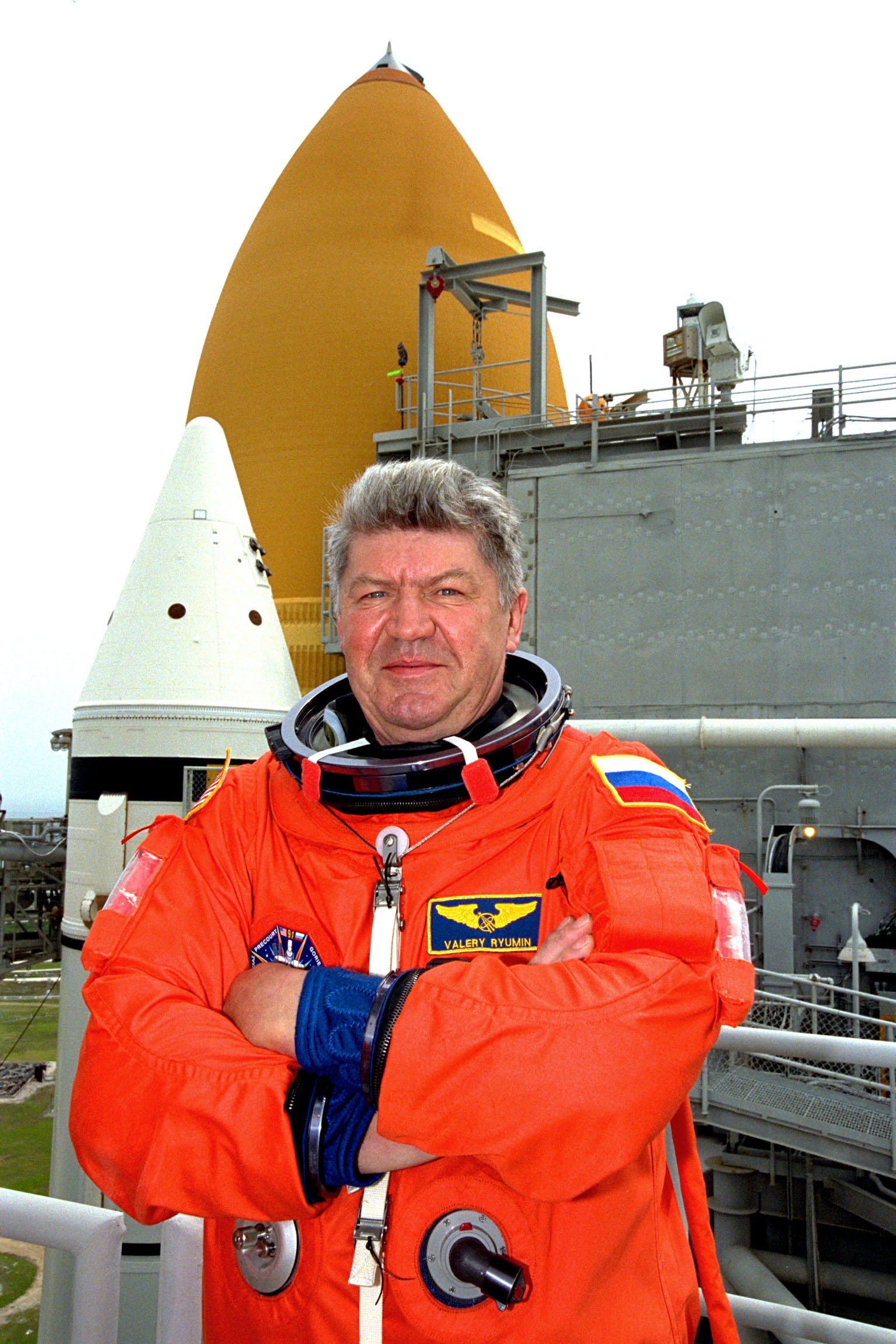
3度宇宙へ行ったワレリー・リューミン (1998年撮影)

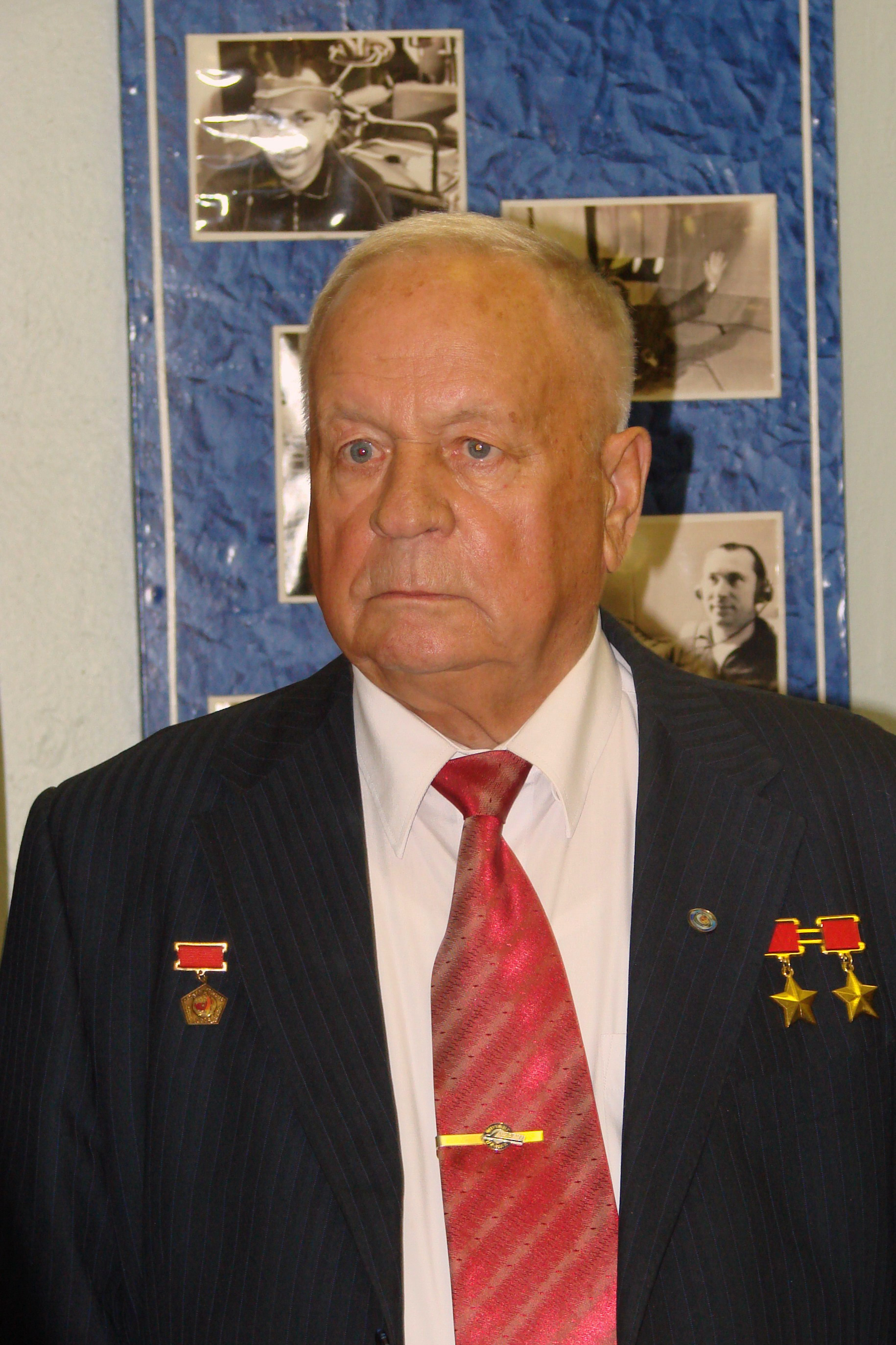
3度宇宙へ行ったヴィクトル・ゴルバトコ (2011年撮影)

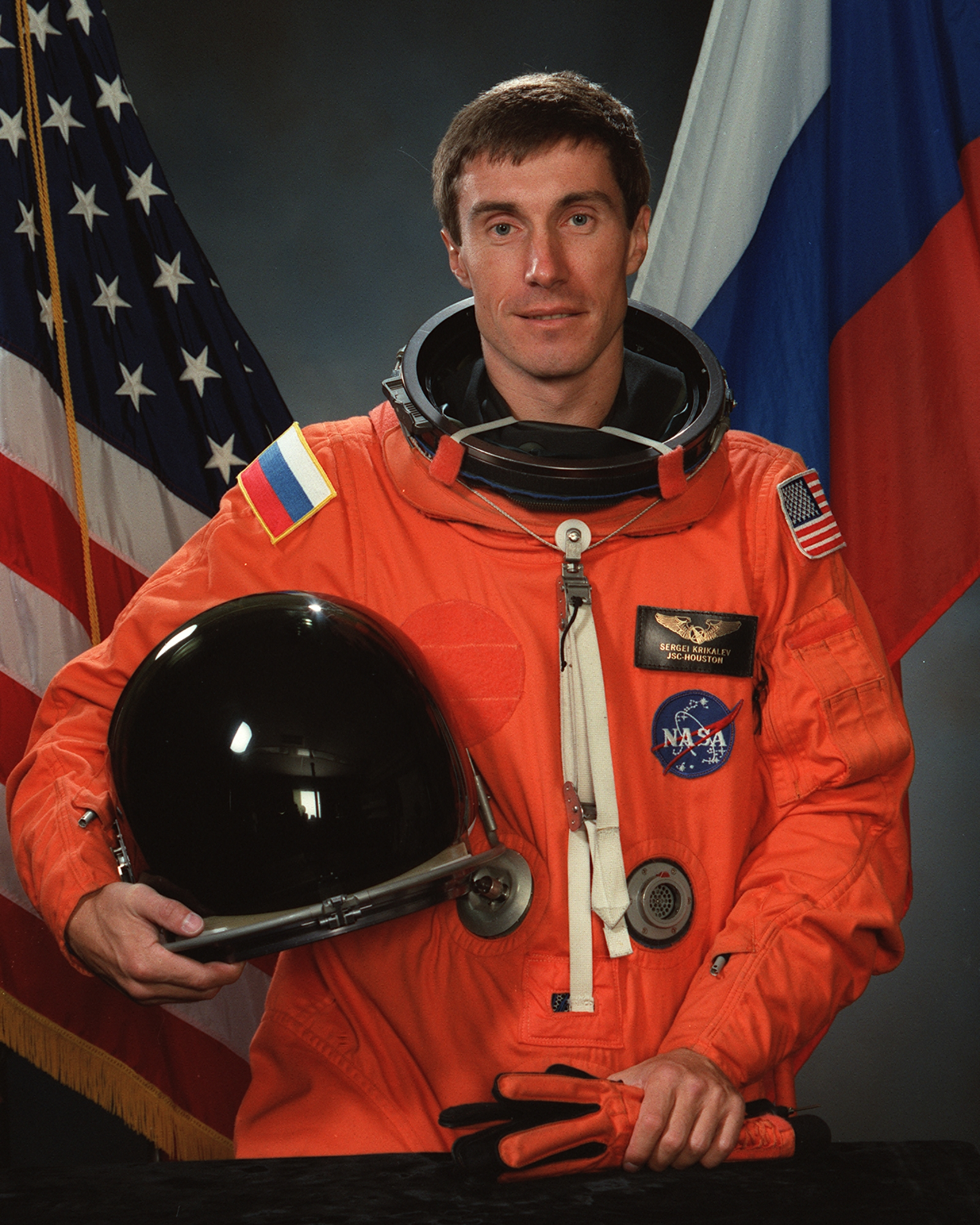
6度宇宙へ行ったセルゲイ・クリカレフ (2004年撮影)

ソ連操縦士＝宇宙飛行士(ロシア語: Летчик-космонавт СССР)は、ソビエト連邦の栄誉称号。

## 概要
ソ連操縦士＝宇宙飛行士は1961年4月14日に ソビエト連邦最高会議幹部会によって制定された。この称号は1991年のソビエト連邦の崩壊まで続き、崩壊後はロシア連邦においてロシア連邦操縦士＝宇宙飛行士という形で引き継がれた。
ソ連操縦士＝宇宙飛行士は宇宙飛行士に対して贈られる最高位の栄誉称号であり、受賞と同時に記章も贈られた。記章は右胸上部に佩用し、他の勲章よりも上位に配置する。

## 受賞者
以下の者に贈られている。
1. 1961年 — ユーリイ・ガガーリン
2. 1961年 — ゲルマン・チトフ
3. 1962年 — アンドリアン・ニコラエフ
4. 1962年 — パーヴェル・ポポーヴィチ
5. 1963年 — ヴァレリー・ブィコフスキー
6. 1963年 — ワレンチナ・テレシコワ
7. 1964年 — ボリス・エゴロフ
8. 1964年 — ウラジーミル・コマロフ
9. 1964年 — コンスタンチン・フェオクチストフ
10. 1965年 — パーヴェル・ベリャーエフ
11. 1965年 — アレクセイ・レオーノフ
12. 1968年 — ゲオルギ・ベレゴヴォイ
13. 1969年 — ウラディスラフ・ボルコフ
14. 1969年 — ボリス・ボリノフ（英語版）
15. 1969年 — ヴィクトル・ゴルバトコ
16. 1969年 — アレクセイ・エリセーエフ
17. 1969年 — ワレリー・クバソフ
18. 1969年 — アナトリー・フィリプチェンコ
19. 1969年 — エフゲニー・フルノフ
20. 1969年 — ウラジーミル・シャタロフ
21. 1969年 — ゲオルギー・ショーニン
22. 1970年 — ヴィタリー・セバスチャノフ
23. 1971年 — ニコライ・ルカビシュニコフ
24. 1973年 — ピョートル・クリムク
25. 1973年 — ワシリー・ラザレフ
26. 1973年 — ヴァレンティン・レベデフ（英語版）
27. 1973年 — オレグ・マカロフ
28. 1974年 — ユーリー・アルチューヒン
29. 1974年 — レフ・デミン
30. 1974年 — ゲナジ・サラファノフ
31. 1975年 — ゲオルギー・グレチコ
32. 1975年 — アレクセイ・グバレフ
33. 1976年 — ウラジーミル・アクショーノフ
34. 1976年 — ビタリー・ジョロボフ
35. 1976年 — ヴャチェスラフ・ズードフ
36. 1976年 — ワレーリ・ロズデストベンスキー
37. 1977年 — ユーリ・グラズコフ
38. 1977年 — ウラジーミル・コワリョーノク
39. 1977年 — ワレリー・リューミン
40. 1978年 — ウラジーミル・ジャニベコフ
41. 1978年 — アレクサンドル・イワンチェンコフ
42. 1978年 — ユーリ・ロマネンコ
43. 1979年 — ウラジーミル・リャホフ
44. 1980年 — レオニード・キジム
45. 1980年 — ユーリイ・マリシェフ
46. 1980年 — レオニード・ポポフ
47. 1980年 — ゲンナジー・ストレカロフ
48. 1981年 — ヴィクトル・サヴィヌイフ
49. 1982年 — アナトリー・ベレゾボイ
50. 1982年 — スベトラーナ・サビツカヤ
51. 1982年 — アレクサンドル・セレブロフ
52. 1983年 — アレクサンドル・アレクサンドロフ
53. 1983年 — ウラジーミル・チトフ
54. 1984年 — オレグ・アトコフ
55. 1984年 — イゴール・ボルク
56. 1984年 — ウラジーミル・ソロフィエフ
57. 1985年 — ウラジーミル・ヴァシューチン
58. 1985年 — アレクサンドル・ヴォルコフ
59. 1987年 — アレクサンドル・ヴィクトレンコ
60. 1987年 — アレクサンドル・ラフェイキン
61. 1987年 — アナトリー・レフチェンコ
62. 1988年 — ムサ・マナロフ
63. 1988年 — アナトリー・ソロフィエフ
64. 1989年 — セルゲイ・クリカレフ
65. 1989年 — ワレリー・ポリャコフ
66. 1990年 — アレクサンドル・バランジン
67. 1991年 — アナトリー・アルツェバルスキー
68. 1991年 — トクタル・アウバキロフ
69. 1991年 — ヴィクトル・アファナシェフ
70. 1991年 — ゲンナジー・マナコフ

基本的には宇宙へ行った宇宙飛行士全員に贈られるが、ソユーズ11号の事故で死亡したゲオルギー・ドブロボルスキーとビクトル・パツァーエフには贈られることはなく、両名には死後しばらくしてから追贈された。なお、同じく犠牲になったウラディスラフ・ボルコフは事故の前にも宇宙へ行った経験があり、その際に受けている。総受賞者は追贈された2名を含めて72人である。